# 環境ビジネスウィメン
環境ビジネスウィメンは、2004年に当時の環境大臣・小池百合子が、環境関連ビジネスに関わる女性経営者や女性オピニオンリーダー10名（第一期メンバー）と共に開いた懇談会。「環境と経済の好循環」の実現を主題とし、環境ビジネスについて女性リーダーの視点で議論したのが特徴。その後、第二期、第三期とメンバーを加えながら社会への発信を続けている。
　2007年6月にNPO法人化がしたが、現在は解散している。

## 第一期メンバー
- 染谷ゆみ（株式会社ユーズ／代表取締役）
- 善養寺幸子（オーガニックテーブル株式会社／代表取締役）
- 堤恵美子（株式会社タケエイ／取締役）
- キャシー松井（ゴールドマン・サックス証券／日本株チーフ・ストラテジスト）
- 薗田綾子（株式会社クレアン／代表取締役）
- 安井悦子（株式会社グレイス／代表取締役社長）
- 鈴木敦子（株式会社環境ビジネスエージェンシー／代表取締役）
- 枝廣淳子（有限会社イーズ／代表　ジャパン・フォー・サステナビリティ／共同代表）
- 崎田裕子（ジャーナリスト）
- 谷みどり（環境省）

## 第二期メンバー
- 秋山をね（株式会社インテグレックス／代表取締役社長）
- 五十嵐和代（株式会社五十嵐商会／代表取締役社長）
- 金城裕子（株式会社グレイスラム／代表取締役）
- 児玉千洋（エコテスト株式会社／代表取締役）
- 高見幸子（国際NGOナチュラル・ステップ日本／代表）
- 永峰好美（株式会社プランタン銀座／取締役）
- 松平悠公子（日経BP社「ecomom」／プロデューサー）
- 三澤文子（岐阜県立森林文化アカデミー／教授）
- 森裕子（株式会社ハチオウ／代表取締役社長）

## 公式書籍
- 『環境ビジネスウィメン』　環境ビジネスウィメン懇談会・編著（日経BP社 2005年）
- 『エコゴコロ　環境を仕事にした女性たち』　環境ビジネスウィメン・著（株式会社共同通信社　2006年）ISBN 4-7641-0573-X C2036